# Элдиг-Хем (сумон)
Сумон Элдиг-Хем — административно-территориальная единица (сумон) и муниципальное образование со статусом сельского поселения в Дзун-Хемчикском кожууне Тывы Российской Федерации.
Административный центр и единственный населённый пункт сумона — село Элдиг-Хем.

## Население
| 2017 |
| ---- |
| 240  |